# Липневі грози
«Липневі грози» — документальна кінодилогія Анатолія Карася та Віктора Шкурина про шахтарські протести в пізній УРСР. Складається з двох фільмів — «Страйк» (1989) та «Викид» (1991).
Займає 81-у позицію у списку 100 найкращих фільмів в історії українського кіно.

## Сюжет

### «Страйк»
Липень 1989. Незадоволені умовами праці шахтарі Донбасу починають страйк, внаслідок чого більш ніж сто шахт регіону зупиняє роботу. Керівництво СРСР веде перемовини з очільниками страйкового комітету та врешті погоджується задовільнити їхні вимоги.

### «Викид»
Лютий 1990. Унаслідок аварії на макіївській шахті імені Поченкова гине 13 шахтарів. Вимоги страйкерів, висунуті минулоріч, влада так і не задовільнила. Це спричиює новий сплеск протестів, які триватимуть до розпаду СРСР.

## Нагороди
За дилогію «Липневі грози» режисерів Анатолія Карася та Віктора Шкурина, а також головного оператора Віктора Кріпченка було відзначено Шевченківською премією у галузі кінематографії (1993).